# Egremont, Cumbria
Egremont är en stad och en civil parish i Cumbria i England. Orten har 7 444 invånare (2001). Den har ett slott.